# Brong-Ahaforegionen
Brong-Ahaforegionen (engelska: Brong-Ahafo Region, Brong-Ahafo) är en region i Ghana. Den ligger i den centrala delen av landet, 280 km nordväst om huvudstaden Accra. Antalet invånare är 1 973 199. Arean är 40 kvadratkilometer. Brong-Ahaforegionen gränsar till Norra regionen, Voltaregionen, Östra regionen, Ashantiregionen och Västra regionen. 
Terrängen i Brong-Ahaforegionen är platt.
Brong-Ahaforegionen delas in i:
- Pru
- Sene
- Nkoranza North District
- Asunafo North
- Asunafo South
- Asutifi
- Berekum
- Dormaa
- Dormaa East new
- Jaman North
- Jaman South
- Kintampo North Municipal District
- Kintampo South District
- Nkoranza South
- Sunyani
- Sunyani West
- Tain
- Tano North
- Tano South
- Techiman Municipal District
- Wenchi
- Atebubu-Amantin District

Följande samhällen finns i Brong-Ahaforegionen:
- Sunyani
- Techiman
- Berekum
- Kintampo
- Wenchi